# تنظيم تحوطي جزئي
التنظيم التحوطي الجزئي أو الاشراف الحصيف الجزئي هو رقابة على مستوي الشركات أو تنظيم مالي من جانب منظمي المؤسسات المالية، و «بضمان ان تكون كشوف الميزانية الخاصة بالمؤسسات الفردية ضد للصدمات».

## الاهداف
ان الدافع إلى «تنظيم التحوط الجزئي» متجذر في حماية المستهلك: فضمان ملاءة المؤسسات المالية يعزز ثقة المستهلكين في الشركات الفردية والنظام المالي ككل.بالإضافة إلى ذلك، إذا أخفق عدد كبير من الشركات المالية في الوقت نفسه، فان ذلك يمكن ان يعطل النظام المالي العام. ولذلك، فان «تنظيم التحوط الجزئي» يقلل أيضا من المخاطر النظمية.

## المعايير
يحتوي تنظيم الحيطة الجزئية على إنفاذ المعايير، مثل المعايير التنظيمية العالمية لاتفاق بازل الثالث بشأن كفاية راس المال المصرفي، ونسب الرافعة المالية والسيولة.